# Ceppaloni
Ceppaloni is een gemeente in de Italiaanse provincie Benevento (regio Campanië) en telt 3422 inwoners (31-12-2004). De oppervlakte bedraagt 23,7 km², de bevolkingsdichtheid is 148 inwoners per km².
De volgende frazioni maken deel uit van de gemeente: Arpaise, Beltiglio di Ceppaloni, Ripabianca Tressanti, San Giovanni di Ceppaloni, Terranova d'Arpaise.

## Demografie
Ceppaloni telt ongeveer 1434 huishoudens. Het aantal inwoners daalde in de periode 1991-2001 met 1,0% volgens cijfers uit de tienjaarlijkse volkstellingen van ISTAT.
| Jaar | Inwoneraantal |
| ---- | ------------- |
| 1991 | 3435          |
| 2001 | 3402          |

## Geografie
Ceppaloni grenst aan de volgende gemeenten: Altavilla Irpina (AV), Apollosa, Arpaise, Chianche (AV), Montesarchio, Roccabascerana (AV), San Leucio del Sannio, San Nicola Manfredi, Sant'Angelo a Cupolo.

## Geboren
- Clemente Mastella] (1947), politicus